# Rosornas krig (Sverige)
Rosornas krig är en beteckning som används på olika konflikter inom Sveriges socialdemokratiska arbetareparti, framför allt en period under senare delen av 1980-talet och början av 1990-talet. Beteckningen är skapad med hänvisning till partisymbolen rosen och det engelska inbördeskriget med samma namn.
I första hand åsyftas med begreppet en period under senare delen av 1980-talet och början av 1990-talet då konflikten var både långvarig och politisk/ideologisk till sin natur. Detta rosornas krig stod i första hand mellan Landsorganisationen (LO) och dess ordförande Stig Malm å den ena sidan, och finansminister Kjell-Olof Feldt och den så kallade kanslihushögern å den andra sidan. Konflikten gällde bland annat hur expansiv eller åtstramande finanspolitiken skulle vara, hur statsfinanserna skulle skötas, samt graden av marknadsekonomiska reformer. Den följde i den uppslitande löntagarfondsdebattens kölvatten. Rosornas krig kan sägas ha kulminerat i Regeringen Carlsson I:s avgång i februari 1990, efter att den misslyckats med att få stöd i riksdagen för ett åtstramningspaket. I samband med detta lämnade också Feldt finansministerposten.
Enligt Eva Franchell, som då själv var journalist på Aftonbladet, eldade roade kvällstidningsjournalister på konflikten.
Vissa svenska medier har sedan denna period ofta använt begreppet "rosornas krig" på alla motsättningar inom socialdemokraterna, även sådana av mer kortvarig och mindre djupgående natur.[källa behövs]